# Henry N. Cobb

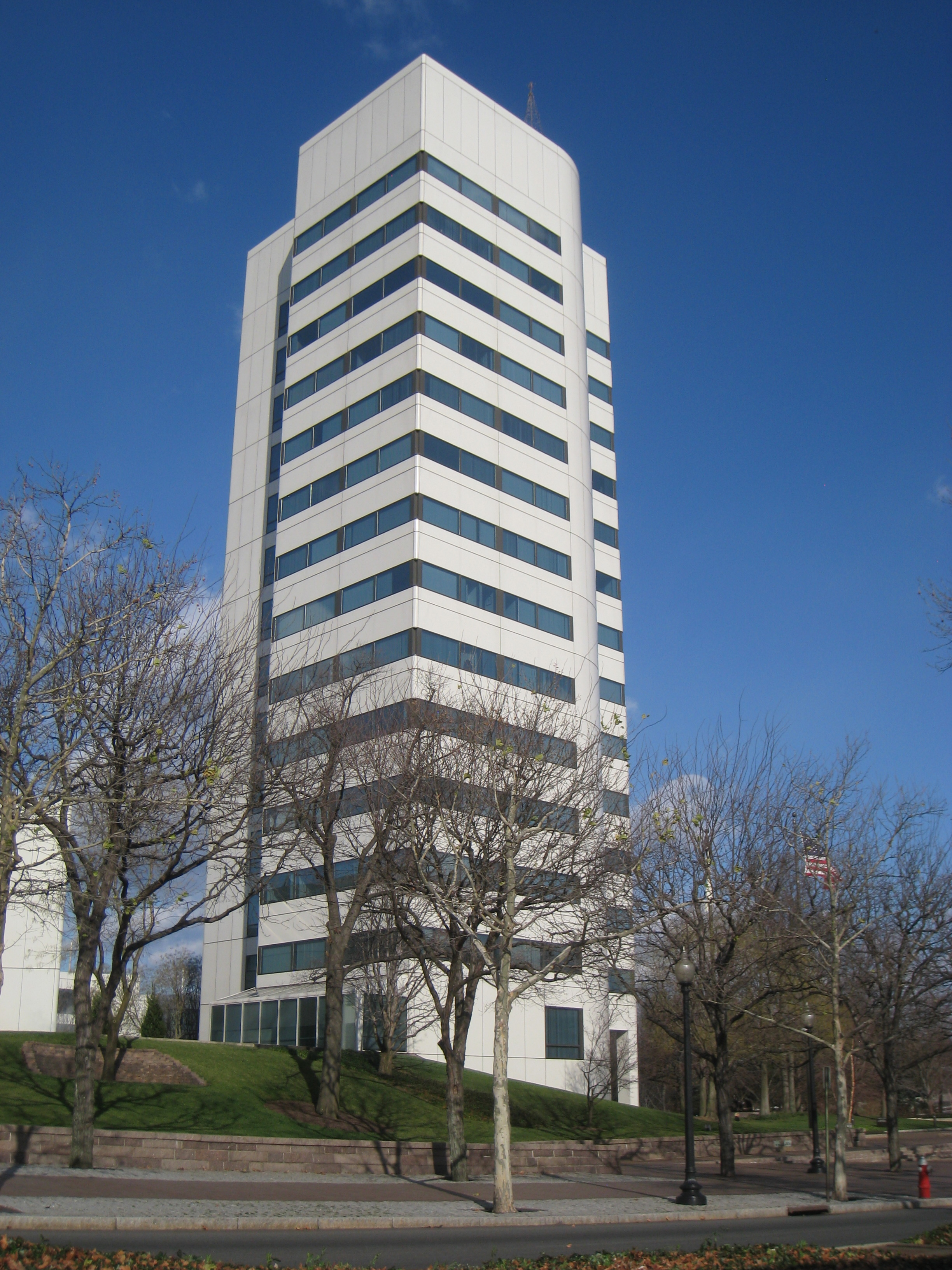
Budynek dla firmy Johnson & Johnson w New Brunswick (New Jersey)

Henry Nichols Cobb (ur. 8 kwietnia 1926 w Bostonie, zm. 2 marca 2020 w Nowym Jorku) – amerykański architekt, jeden z twórców i kierowników międzynarodowej firmy architektonicznej z siedzibą w Nowym Jorku – Pei Cobb Freed & Partners, którą prowadził wspólnie z I.M. Peiem i Jamesem Ingo Freedem. W Polsce znany przede wszystkim jako autor kolorowych zdjęć powojennej Warszawy.
Studiował architekturę na Harvardzie. Jest autorem lub współautorem projektów wielu budynków wysokościowych na świecie w tym Montrealu, Bostonie, Baltimore, Dallas, Chicago czy Madrycie.

## Kolorowe zdjęcia powojennej Polski

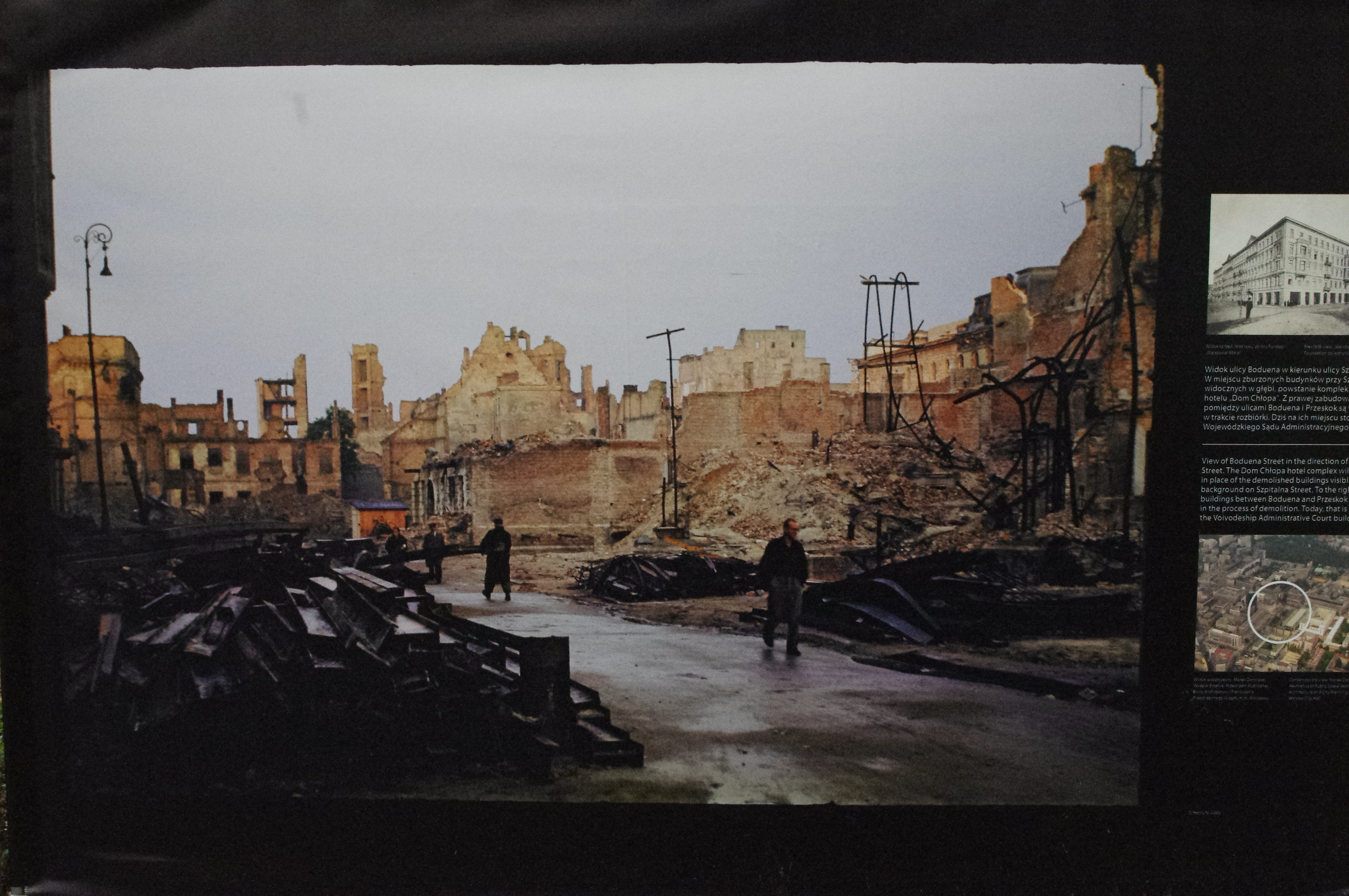
Wystawa „Barwy Ruin” prezentowana w dniach 26 października 2012 – 5 maja 2013 plenerowo na skwerze im. ks. Jana Twardowskiego w Warszawie

W 1947 roku, jako student wziął udział w wyjeździe edukacyjnym World Studytour, mającym na celu zapoznanie studentów architektury z planami odbudowy europejskich miast zniszczonych w wyniku działań II wojny światowej. W ramach wyjazdu pod kierunkiem amerykańskiego architekta Hermanna Fielda, Cobb odwiedził Wielką Brytanię, Czechosłowację i Polskę, w tej ostatniej wykonując około 100 zdjęć w różnych miastach kraju, w tym między innymi: Warszawie, Katowicach, Piekarach Śląskich, Radzyminie, Szczecinie i Wrocławiu.
W 2011, w związku z przyjazdem do Warszawy i zaproszeniem do udziału w jednym z konkursów architektonicznych, sporządził odbitki slajdów wykonanych w Warszawie i przesłał je do kilku instytucji. W listopadzie 2011 roku zdjęcia wyciekły do Internetu (bez wiedzy autora) i od razu stały się sensacją. Pierwsza wystawa fotografii Cobba, odbyła się w dniach 26 października 2012 – 5 maja 2013 w warszawskim Domu Spotkań z Historią (DSH) przy ul. Karowej oraz plenerowo na skwerze im. ks. Jana Twardowskiego u zbiegu ul. Karowej i ul. Krakowskie Przedmieście. Organizatorem wystawy autorstwa architekt Marii Sołtys i varsavianisty Krzysztofa Jaszczyńskiego był Dom Spotkań z Historią, a współorganizatorami: Biuro Architektury i Planowania Przestrzennego m.st. Warszawy i Fundacja „Warszawa1939.pl”.
Jak podkreślają historycy zdjęcia Cobba mają ogromną wartość historyczną, gdyż są jednymi z niewielu prezentującymi Polskę w pierwszych latach po wojnie w kolorze, w tym między innymi popowstaniową Warszawę.